# Luigi R. Bedin
Luigi Rolly Bedin (Padova, 16 luglio 1973) è un astrofisico italiano dell'Istituto nazionale di astrofisica dell'Osservatorio Astronomico di Padova.
È anche membro dell'Unione Astronomica Internazionale. La sua ricerca studia le popolazioni stellari negli ammassi aperti e globulari, nonché i vicini esopianeti e le nane brune. Scopritore con il suo team della galassia nana sferoidale Bedin I.

## Biografia

### Formazione
Nato nel 1973 a Padova, Luigi Rolly Bedin ha conseguito la laurea magistrale in Astronomia nel 1999 presso l'Università di Padova, dove ha conseguito anche il dottorato in Astronomia nel 2003, con una tesi svolta principalmente presso il Dipartimento di Fisica e Astronomia dell'Università di Berkeley sotto la direzione del professor Ivan R King  .
Ricercatore associato presso il dipartimento di astronomia dell'Università della California a Berkeley,  dal 2000 al 2002 , da allora ha continuato la sua collaborazione scientifica con ricercatori di diversi istituti americani (UCB, UCLA , Università di Washington , STSCI  ) su vari argomenti riguardanti gli ammassi globulari.
Nel 2003 è borsista all'Osservatorio Europeo Australe di Garching  .

### Carriera professionale
Dal 2004 al 2007 è Fellow in un gruppo di ricercatori presso l'Osservatorio europeo australe di Garching  ,  ,  .
Dal 2007 al 15 luglio 2011 è stato astronomo nella Divisione Strumenti del Baltimore Space Telescope Science Institute. Ha condiviso le sue attività scientifiche di astrometria e compiti funzionali per l'Istituto e per l'Osservatorio del telescopio spaziale Hubble (calibrazione, supporto agli utenti tra gli altri, servizio alle attività di missione e supporto all'istituto in generale).  .
Dal 18 luglio 2011 ricopre l'incarico scientifico a tempo pieno presso l'Istituto Nazionale di Astrofisica dell'Osservatorio Astronomico di Padova  .
Luigi Rolly Bedin, ricercatore principale di grandi programmi HST  è anche capofila di numerosi progetti di osservazione presso le principali installazioni del mondo : HST, ESO/VLT , LBT, così come il telescopio spaziale James Webb ( JWST )  ,  .

## Ricerca
Le sue principali ricerche scientifiche riguardano le popolazioni stellari negli ammassi aperti e globulari, e nelle vicine galassie nane, la dinamica degli ammassi globulari, il ridimensionamento della distanza cosmica, e dal 2019 anche la ricerca e la caratterizzazione di esopianeti e nane brune vicine, come Luhman 16  ,  .

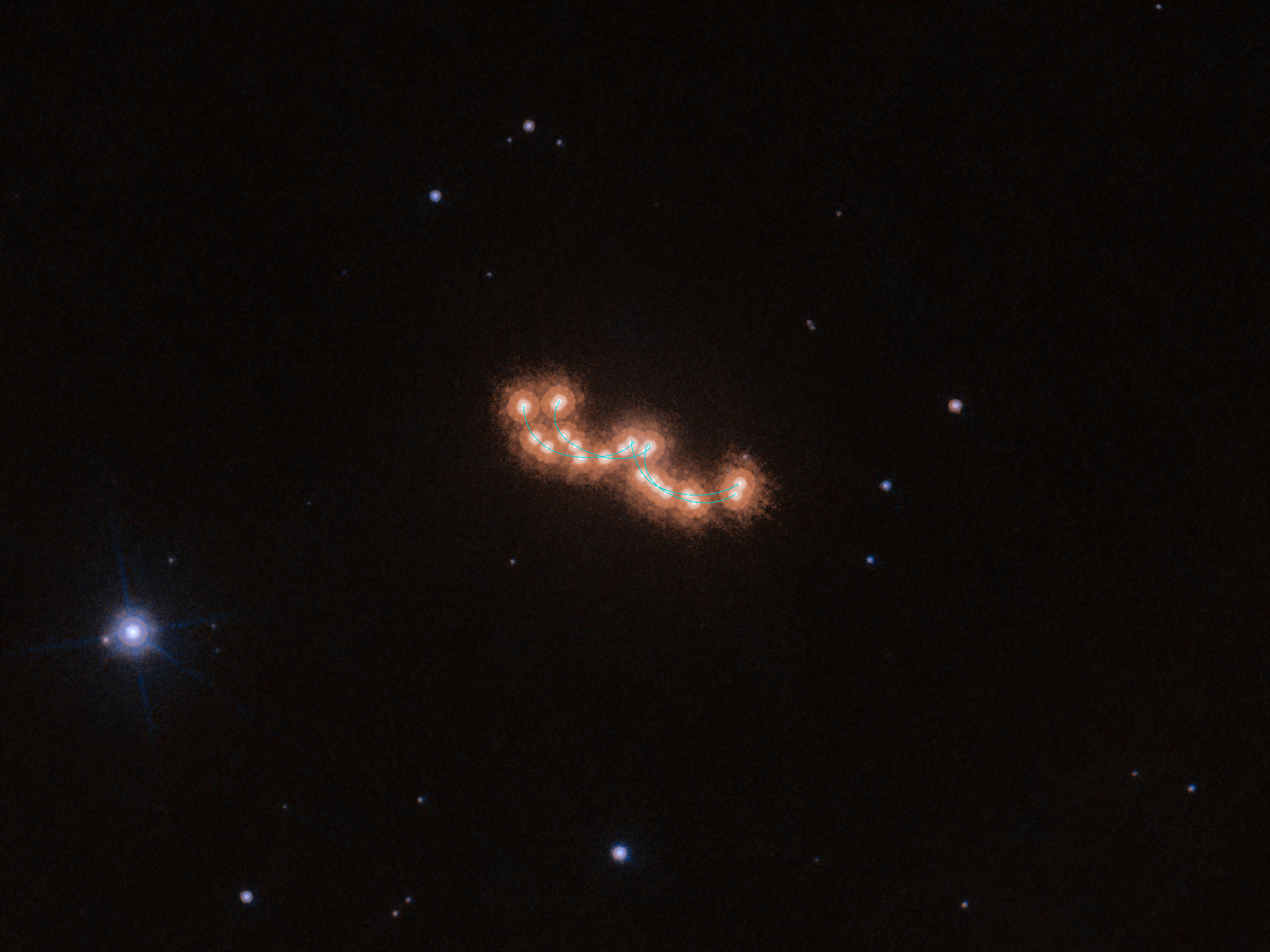
Valzer delle nane brune Luhman16

Membro attivo delle divisioni A, B, F, G dell'Unione Astronomica Internazionale  :
- A Fundamental Astronomy.

- B Facilities, Technologies and Data Science

- F Planetary Systems and Astrobiology

- G Stars and Stellar Physics

Ha scoperto, con la sua squadra, una galassia nana sferoidale isolata nella costellazione del Pavone . La scoperta viene pubblicata sui media nel 2019, la galassia prende il nome dall'astronomo : Bedin I  .
L'astronomo italiano difende le innovazioni di nuovi telescopi e satelliti come Starlink per favorire l'accesso allo spazio  .
Studio dell'asse di rotazione della cometa 19P/Borelly.
Coautore dello studio sui buchi neri di massa intermedia con la scoperta di una massa oscura omogenea di circa 800 M ☉ corrispondente a un buco nero di massa intermedia al centro dell'ammasso più vicino alla Terra, l'ammasso globulare Messier 4 .
Nel 2024, a partire dall'Imaging JWST degli ammassi globulari più vicini, ricerca di emissioni infrarosse in eccesso tra le nane bianche in NGC 6397, potenziale indicazione di antichi sistemi planetari distrutti e possibili approfondimenti sulle proprietà della densa atmosfera di idrogeno di queste nane bianche  .

Doppia osservazione della regione NGC6397 HST JWST

## Riconoscimenti

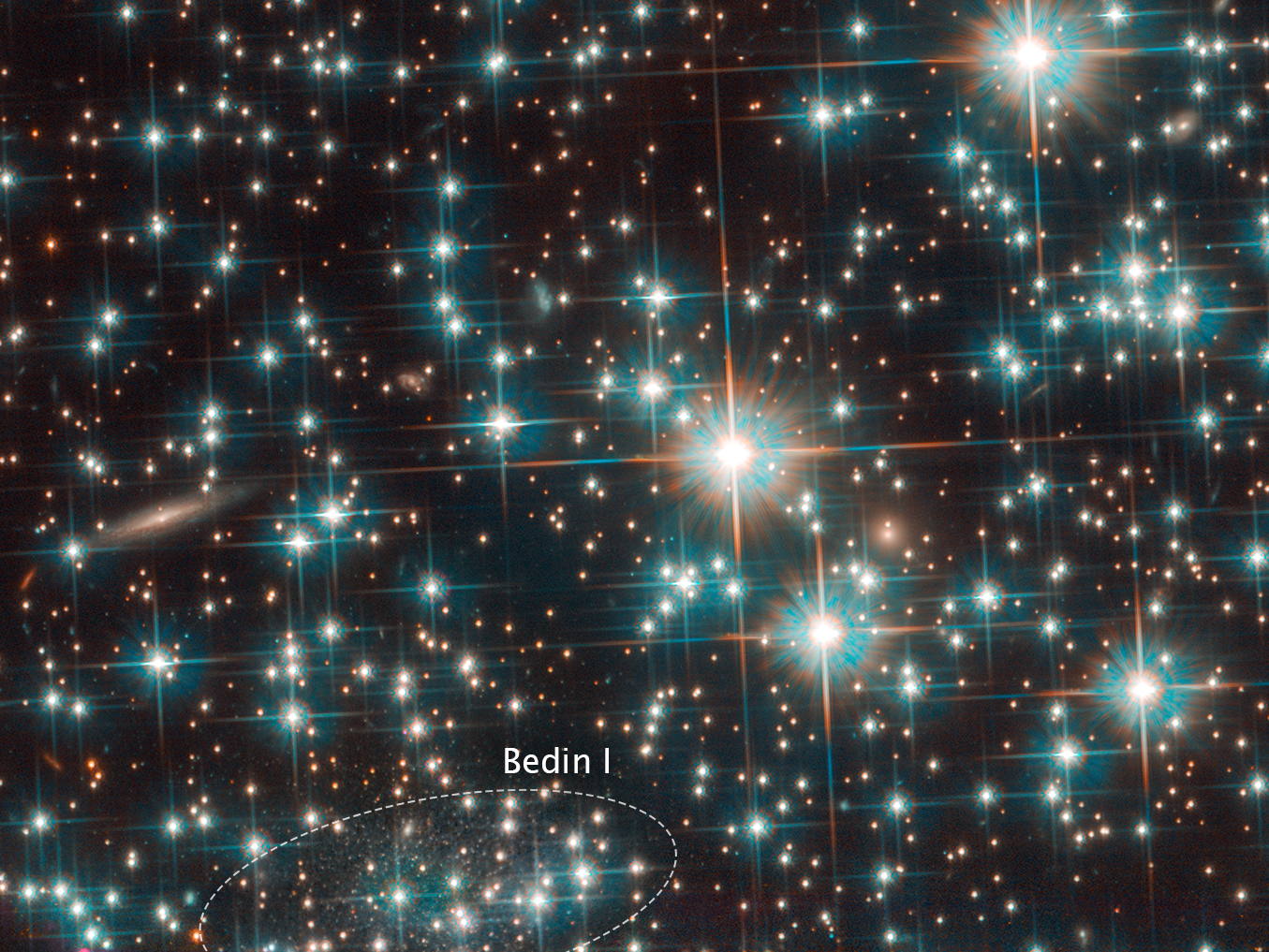
Galassia Bedin I ripresa dal telescopio spaziale Hubble

2018 Eponimo della galassia nana scoperto con il suo team 

## Pubblicazioni
Pubblica su diverse riviste specializzate ApJ , AJ, MNRAS , Nature  e A&A  .... più di 210 articoli di ricerca sottoposti a revisione paritaria accettati da comitati di revisori internazionali  ,  .